# Feliksy Warszawskie
Feliksy Warszawskie – nagroda teatralna przyznawana w latach 1999-2013 aktorom i reżyserom teatralnym związanym z warszawskimi teatrami za najlepsze przedstawienia sezonu. Jest najbardziej prestiżową tego typu nagrodą przyznawaną w Warszawie.
Pomysłodawcą i założycielem Feliksów Warszawskich był w 1999 roku miłośnik sztuki teatralnej Feliks Łaski – biznesmen i filantrop. Od tamtej pory Fundacja Feliksa Łaskiego z Londynu funduje coroczne nagrody za sezon teatralny. Po śmierci Feliksa Łaskiego w roku 2004, gdy fundacja jego imienia zaniechała zaangażowania finansowego w Feliksy, mecenasem nagród została Grupa Allianz Polska.
Pomysłodawca uzasadniał ufundowanie tej nagrody „spłacaniem długu wdzięczności teatrowi, który wzbogacił jego życie”. Od sezonu 2004/2005 funkcję mecenasa nagród pełniła Grupa Allianz Polska.